# Alloexidiopsis
Alloexidiopsis L.W. Zhou & S.L. Liu – rodzaj grzybów z rodziny uszakowatych (Auriculariaceae).

## Charakterystyka
Grzyby nadrzewne o owocnikach jednorocznych, rozpostartych, cienkich, skórzastych, ściśle przyrośniętych do podłoża. Hymenofor gładki lub z jałowymi kolcami, szarobiały do ochrowego, popękany lub nie. System strzępkowy monomityczny, strzępki generatywne ze sprzążkami, bezbarwne, cienkościenne. Cystydy cylindryczne do maczugowatych, cienkościenne. Hymenium pokryte licznymi, rozgałęzionymi, cienkościennymi strzępkami. Podstawki elipsoidalne do jajowatych, podłużnie septowane, dwu- do czterokomórkowe, bezbarwne. Bazydiospory cylindryczne do szeroko cylindrycznych, lekko zakrzywione (kiełbaskowate), bezbarwne, cienkościenne, gładkie, niemyloidalne, niedekstrynoidowe, niecyjanofilne.
Morfologicznie do Alloexidiopsis podobne są gatunki z rodzajów Exidiopsis, Crystallodon i Heteroradulum. Crystallodon różni się obecnością kołków strzępkowych otoczonych kryształami, Heteroradulum jaskrawymi (różowymi lub czerwonawymi) owocnikami i mono- lub dimitycznym systemem strzępkowym z grubościennymi strzępkami generatywnymi.

## Systematyka i nazewnictwo
Pozycja w klasyfikacji według Index Fungorum: Auriculariaceae, Auriculariales, Auriculariomycetidae, Agaricomycetes, Agaricomycotina, Basidiomycota, Fungi.
Takson utworzyli w 2022 r. Li Wen Zhou i Shi Liang Liu.
Gatunki:
- Alloexidiopsis australiensis S.L. Liu, Z.Q. Shen & L.W. Zhou 2022
- Alloexidiopsis calcea (Pers.) L.W. Zhou & S.L. Liu 2022 – tzw. łojówka wapienna
- Alloexidiopsis grandinea J.H. Dong & C.L. Zhao 2024,
- Alloexidiopsis nivea (Jia Jin Li & C.L. Zhao) L.W. Zhou & S.L. Liu 2022
- Alloexidiopsis schistacea L.W. Zhou & S.L. Liu 2022
- Alloexidiopsis sinensis J.H. Dong & C.L. Zhao 2024
- Alloexidiopsis xantha J.H. Dong & C.L. Zhao 2024
- Alloexidiopsis yunnanensis (C.L. Zhao) L.W. Zhou & S.L. Liu 2022

Wykaz gatunków i azwy naukowe na podstawie Index Fungorum. Nazwa polska według Władysława Wojewody.